# Danny Rodriguez
Danny "Dee" Rodriguez (* 9. August 1990 in Leimen) ist ein deutscher Basketballspieler. Er spielt seit 2009 beim USC Heidelberg in der Pro-A-Liga.
In seiner Karriere spielte er schon für verschiedene Vereine in Deutschland wie der USC Heidelberg, Basket College Rhein-Neckar oder KuSG Leimen.